# José Delgado Prieto
José Delgado Prieto (Aroche, 12 de juliol de 1891-Madrid, 27 d'abril de 1940) a ser un polític i sindicalista espanyol.

## Biografia
Va néixer a Aroche el 12 de juliol de 1891. Representant comercial de professió, des de 1920 va ser membre de la Unió General de Treballadors (UGT) i posteriorment, des de 1930, s'afiliaria al Partit Socialista Obrer Espanyol (PSOE); va estar adscrit a l'Agrupació Socialista de Madrid.
Després de l'esclat de la guerra civil el partit li va designar com a representant en el Comitè Provincial d'Investigació Pública (CPIP). Posteriorment seria destinat a la comissaria de policia de Chamberí, en la qual exerciria labors de supervisió. L'abril del 1937 es va incorporar a l'Exèrcit Popular de la República, exercint com a comissari polític de la 112a Brigada Mixta i de la 2a Divisió. Al final de la guerra va intentar fugir a l'estranger, però va ser capturat pels franquistes en el port d'Alacant.
Jutjat al costat d'altres membres de la «Txeca de Bellas Artes/Fomento», va ser condemnat a mort i afusellat el 27 d'abril de 1940 en el Cementiri de l'Est.